# Fan Cse-ji
Fan Cse-ji (Fan Zhiyi) (范志毅, pinjin: Fàn Zhìyì; Sanghaj, 1970. január 22. –) kínai válogatott labdarúgó, edző.

## Fordítás
- Ez a szócikk részben vagy egészben  a   Fan Zhiyi című angol Wikipédia-szócikk fordításán alapul.  Az eredeti cikk szerkesztőit annak laptörténete sorolja fel. Ez a jelzés csupán a megfogalmazás eredetét és a szerzői jogokat jelzi, nem szolgál a cikkben szereplő információk forrásmegjelöléseként.